# Partito Verde Liberale della Svizzera
Il Partito Verde Liberale della Svizzera (PVL; in tedesco Grünliberale Partei der Schweiz; in francese Parti Vert'libéral Suisse) è un partito politico svizzero centrista ed ecologista fondato il 19 luglio 2007 da due partiti cantonali, con lo stesso nome, di San Gallo e Zurigo.

## Risultati elettorali
| Anno | %     | Consiglieri nazionali | Consiglieri agli Stati |
| ---- | ----- | --------------------- | ---------------------- |
| 2007 | 1.4 % | 3                     | 1                      |
| 2011 | 5,4%  | 12                    | 1                      |
| 2015 | 4,6%  | 7                     | 0                      |
| 2019 | 7,8%  | 16                    | 0                      |
| 2023 | 7,6%  | 10                    | 1                      |